# به‌دام‌اندازی هیدرودینامیکی
به دام انداختن یا تله هیدرودینامیکی در میکروفلوئیدیک (microfluidics) می‌تواند برای به دام انداختن ذرات بسیار کوچک در یک محلول آبی برای یک دوره زمانی طولانی به منظور جداسازی ذرات و مشاهده رفتار آن‌ها مورد استفاده قرار گیرد.

## Microfluidics
به دام انداختن هیدرودینامیکی در میکروفلوئیدیک سودمند است. سایر دیوایس‌ها یا ابزارهای به دام اندازی از زمینه‌های آکوستیک، الکتریکی، مغناطیسی و نوری استفاده می‌کنند. این دستگاه یا ابزار تنها با استفاده از جریان هیدرودینامیکی است. چون از زمینه‌های آکوستی، الکتریکی، مغناطیسی یا نوری استفاده نمی‌کند نیازی نیست که ذرات مورد مطالعه ویژگی‌های شیمیایی و فیزیکی خاصی داشته باشند. در عوض به دام انداختن هیدرودینامیکی پدیده ای جهانی است و می‌تواند در هر گونه از ذرات مورد استفاده قرار گیرد. با به دام اندازی هیدرودینامیکی می‌توان نانوذرات را به دام انداخت. دلیل این است که نیروی به دام انداختن هیدرودینامیکی به شعاع پارتیکل یا ذره ارتباط نزدیکی دارد درحالیکه سایر روش‌های به دام اندازی با حجم پارتیکل ارتباط زیادی دارند. این دام‌ها پایدار هستند و منجر به کنترل دقیق عوامل محیطی می‌گردند. این به این معنی است که اگر نانوذرات خاص در محلول برای مطالعه مورد نظر است این نانوذرات می‌تواند در یک سوسپانسون نمونه غلیظ به دام بیفتد. محیط واقع در اطراف دام می‌تواند به راحتی کنترل شود. علاوه بر آنچه قبلاً ذکر شده در مورد مزایای استفاده از به دام انداختن هیدرودینامیک، به دام اندازی هیدرودینامیکی هزینه نسبتاً کم دارد و برای استفاده و آنالیز بسیار ساده است. روش بسیار آسان و کم هزینه برای استفاده و تجزیه و تحلیل می‌باشد.

### دستگاه (دیوایس)
اولین گام که در ایجاد دیوایس میکروفلوییدیکی برای به دام اندازی هیدرو دینامیکی استفاده می‌شود ساخت قالب SU-8 می‌باشد. با این قالب می‌توان یک دستگاه را از PDMS ساخت. یک دیوایس کامل متشکل از دو لایه است یک لایه کنترل و یک لایه سیال. لایه کنترل شامل یک دریچه برای تنظیم جریان محلول‌های آبی تحت مطالعه است. لایه سیال شامل کانالهایی برای محلول‌های آبی است تا از بین آن‌ها جریان یابد. بسیاری از دستگاه‌ها یک شکاف متقاطع دارند که در آن دو جریان لامینار مخالف هم همگرا می‌شوند. این جریان جریان فشاری مسطح را ایجاد می‌کند با نقطه ای که سرعت آن صفر می‌شود، که به عنوان نقطه ایستایی مایع شناخته می‌شود. پس از تجزیه و تحلیل مایع با Beadها، DNA یا دیگر ذرات بسیار کوچک در زیر میکروسکوپ، مسیر ذرات و نقطه ایستایی را می‌توان تعیین کرد.

### کاربردهای زیست پزشکی

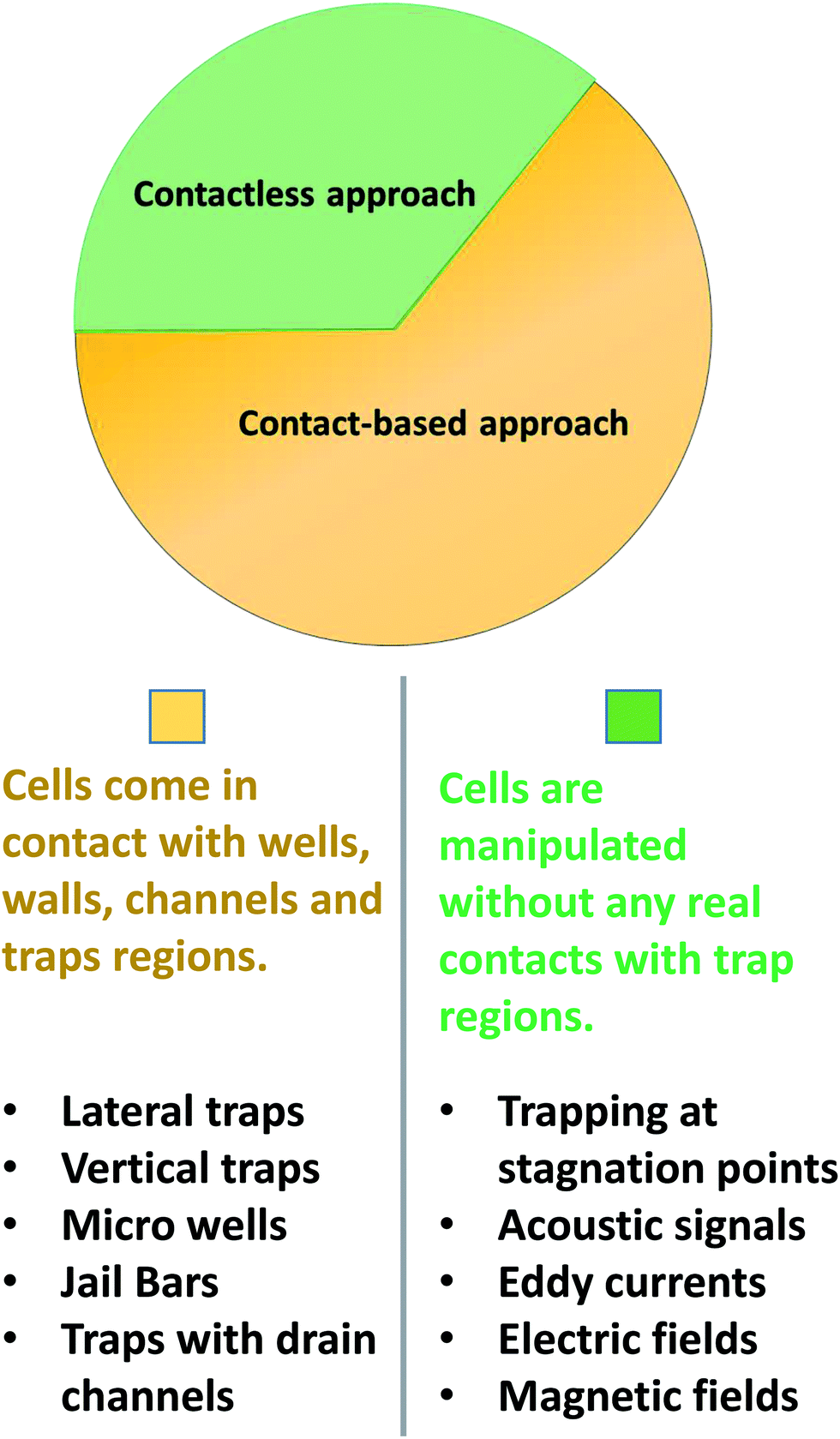
شکل ۱ طبقه طبقه‌بندی.

هیدرودینامیک میکروفلوییدیکی در پزشکی به خصوص درزمینهٔ تشخیص کاربرد پیدا کرده‌است. به دام اندازی هیدرودینامیکی اجازه می‌دهد تا از یک ترکیب آب، سلول هدف را جداسازی کرد. به دام انداختن هیدرو دینامیکی به عنوان یک تکنیک جداسازی چندین مزیت دارد از جمله: سرعت پردازش بالاتر و استفاده از مقادیر کمتر نمونه، وضوح فضایی بیشتر و هزینه کمتر. روش جداسازی سلول هدف در یک محلول یا ترکیب، به اثرات مختلفی وابسته است. اولین مورد اثر اینرسی می‌باشد. اینرسی در جریان لامینار می‌تواند باعث عبور ساده و مهاجرت ذرات در محلول شود. اثر اینرسی به عدد رینولدز وابسته است. اثر دیگر ویسکوالاستیسی در محلول‌های غیر نیوتونی است. این اثر باعث ایجاد جهت‌های مهاجرت در ذرات مختلف بر اساس خواص پلیمری مایعات می‌گردد. اثر دیگری deformability یا تغییر شکل‌پذیری یک ذره است که منجر به جداسازی انتخابی سلول می‌گردد. این روش به خصوص برای شناسایی سلول‌های سرطانی، که بیشتر دگردیسی یا تغییر شکل‌پذیری داشته‌اند از سلول‌های سالم از همان بخش از بدن کاربرد دارد. روش دیگر به دام اندازی به دلیل القای گردابه است. این روش برای زمانی که بازده زیادی مورد انتظار است و همچنین وقتی که تفاوت زیادی بین سلول هدف ما و سایر ذرات و پارتیکل هادر محلول می‌باشد مفید است. این گردابه با اصلاح هندسه کانال ایجاد می‌شود.
به دام اندازی تک سلول و آنالیز آن
متدها و روش‌های مختلفی برای تسهیل استفاده از میکروفلوئیدیک در جداسازی تک سلول برای آنالیز آن به کار گرفته می‌شود که می‌توانند به دو روش مبتنی بر تماس و بدون تماس تقسیم گردند. متدها و روش‌های مختلف به دام اندازی تک سلول شامل به دام اندازی تک سلول، به دام اندازی دی الکتروفورزی، به دام اندازی شیمیایی، به دام اندازی با ژل، به دام اندازی مغناطیسی، به دام اندازی با لیزر می‌باشد. هر کدام از روش‌ها مزایا و معایب خود را دارند. بیشتر این روش‌ها نیاز به تجهیزات جانبی دارند مانند یک پمپ برای کنترل فشار سیستم راه اندازی و هدایت مایع یا سیال یا استفاده از تجهیزات الکترونیکی یا نوری که در آزمایشگاه‌های پزشکی و بیولوژی استفاده ای ندارند و به همین دلیل می‌توانند مانع راه اندازی کار شوند. تجهیزات جانبی فضای زیادی را اشغال می‌کنند. طراحی ساختار بسیاری از تراشه‌های میکروفلوئیدیکی بسیار پیچیده‌است و علت آن نیاز به چند لایه بودن، کانال‌ها و دریچه‌ها است که باعث سخت شدن ساختن یا دست ورزی تراشه می‌شود؛ بنابراین کاربرد عملی آن در کلینیک یا آزمایشگاه‌های بیولوژیکی عمومی به دلیل این نواقص محدود است. افزایش درخواست‌ها مبنی بر به دام اندازی و مطالعه تک سلول منجر به تکمیل شدن تکنیک به دام اندازی هیدرودینامیک شد. در اینجا سلول‌ها که ممکن است در اثر وجود یک نیروی خارجی متأثر شوند نگهداری می‌گردد. در این روش اجزای جدا شده ماهیت طبیعی خود را دارا می‌باشند و این باعث می‌گردد این روش برای بسیاری از مطالعات مفید باشد. روش به دام اندازی هیدرودینامیکی می‌تواند به انواع مبتنی بر تماس و بدون تماس تقسیم گردد. در شکل یک رویکردهای مختلف در زمینه جداسازی تک سلول را نشان می‌دهد. مکانسیم‌های اصلی متفاوت که در به دام اندازی هیدرودینامیکی استفاده می‌شود در شکل دو نشان داده شده‌است. این مکانیسم شامل مهاجرت قطع جریانی، به دام اندازی براساس گردابه و رویکرد برمبنای سیگنالی که از خارج کنترل می‌شود می‌باشد . [۵]
|شکل ۲ مکانیسم‌های مختلف و زیر مجموعه‌های آن‌ها در به دام اندازی هیدرودینامیکی]
دولایه‌های لیپیدی
روش به دام اندازی هیدرودینامیک می‌تواند در زمینه به دام اندازی و مطالعه مولکول‌ها در دو لایه چربی نیز مفید باشد. این کار با نیروهای هیدرودینامیکی که در اثر جریان سیال از میان یک مخروط بسیار کوچک که در یک میکرومتری دولایه لیپیدی قرار دارد ایجاد می‌گردد. این باعث می‌شود که پارتیکل‌ها یا ذرات از دولایه لیپیدی بیرون زده و به دام انداخته شوند و برای مطالعه مورد استفاده قرار گیرند.
به دام اندازی معدنی
به دام اندازی هیدرودینامیکی می‌تواند در مقیاس‌های ماکروسکوپی برای به دام اندازی مواد معدنی مورد استفاده قرار گیرد. می‌تواند برای نگهداری از کربن دی‌اکسید در مخازن زمین گرمایی مفید باشد. انرژی زمین گرمایی باعث آزاد شدن مقادیر زیادی از گاز کربن دی‌اکسید در اتمسفر می‌شود. به دام اندازی هیدرودینامیکی اجازه می‌دهد گاز کربن دی‌اکسید به CaCO3 تبدیل شود که از نظر ژئوشیمیایی پایدار است.